# Château d'Altenklingen
Le château d'Altenklingen, appelé en allemand Schloss Altenklingen, est un château situé sur le territoire de la commune thurgovienne de Wigoltingen, en Suisse.

## Histoire
L'emplacement où se dresse actuellement le château était précédemment occupé par un château fort construit vers 1200 par les seigneurs von Klingen qui l'occupèrent jusqu'en 1395. Après la disparition de cette famille, le château passa entre les mains de différents propriétaires, jusqu'à devenir, en 1586, la propriété d'un saint-gallois nommé Léonard Zollikofer. Ce dernier fit démolir le château fort en 1587 et confia à l'architecte Mathäus Höbel la charge de construire un nouveau bâtiment de trois étages, flanqué d'un petit château et d'une chapelle ; au XIXe siècle le mur d'enceinte sera détruit et seul le fossé entourant l'ouvrage subsista.
La famille de Zollikofer prit alors le nom d'Altenklingen et conserva le château et la seigneurie environnante jusqu'en 1798 et à la création du canton de Thurgovie ; à cette date, la seigneurie fut supprimée, mais la famille d'Altenklingen conserva le château qu'elle possède encore au XXIe siècle. Depuis 1864, le bâtiment est utilisé comme musée de famille et est inscrit comme bien culturel suisse d'importance nationale.

## Sources
- (de) Cet article est partiellement ou en totalité issu de l’article de Wikipédia en allemand intitulé « Schloss Altenklingen » (voir la liste des auteurs).